# عفراء عتيق
عفراء عتيق، شاعرة إماراتية، ولدت في دولة الإمارات العربية المتحدة من أب إماراتي وأم يابانية-أمريكية الجنسية. حصلت عفراء على درجة الدكتوراه في الإعلام من جامعة الإمارات العربية المتحدة. وهي عضو مؤسس لمركز «فصول بلا عنوان» والآن تعمل كشاعرة بدوام كامل. كما أنها صاحبة لقب «أفضل أداء» في فعالية «إيقاعات على السطح» لمركز الفنون بجامعة نيويورك أبوظبي لعام 2015-2016. 

## السيرة الذاتية
ولدت عفراء عتيق في دبي في دولة الإمارات العربية المتحدة. ودرست في جامعة الإمارات العربية المتحدة حيث حصلت على شهادة الماجستير في العلاقات الدولية والدبلوماسية ثم على الدكتوراه في الإعلام. كما أنها نشرت دراستها الأدبية في المجلة الدولية للأبحاث في العلوم الإنسانية في عام 2017. بالإضافة إلى إجرائها لعدد من البحوث الإجتماعية التي تخص الأدب والتعليم. بدأ اهتمام عفراء بالشعر الحر مثل الصغر فهي تكتب أشعارها بلغات مختلفة مثل اللغة العربية، والإنجليزية، والفرنسية. وألّفت العديد من القصائد الشعرية التي تطرقت لمواضيع شتى منها قبول الذات، والحزن، والهوية، والتراث، والثقافة، وغيرهم. وقد نشرت قصائدها في الجريدة العالمية لبحوث العلوم الحياتية والاجتماعية. وخلال السنوات الماضية، شاركت عفراء أعمالها الشعرية في منصات عالمية مختلفة مثل مهرجان طيران الإمارات للآداب الذي يستقبل أكثر من 180 من المؤلفين والمبدعين من شتى أنحاء العالم سنويا، ومهرجان ستيب الموسيقي، ومؤتمر تيد-إكس الفجيرة ومركز الفنون بجامعة نيويورك في أبوظبي وغيرها من المنصات. كما أنها قدمت عددا من الورش مع «مركز فصول بلا عنوان». وتعتبر عفراء عتيق الشاعرة الإماراتية الوحيدة التي شاركت في نادي باوري للشعر الذي أقيم في مدينة نيويورك. فضلا عن مشاركتها المسرح مع عدد من الشعراء المتألقين مثل كارول آن دافي الحاصلة على لقب «شاعرة البلاط عام 2009»، وامتياز داركر، وفرح شمّا، والبطل العالمي لشعر سلام (Slam) هاري بيكر. وفي عام 2017، حازت قصيدها «رسالة مفتوحة لمرض السرطان» على جائزة الإبداع من مجموعة أبوظبي للثقافة والفنون وبهذا فهي أصبحت أول شاعرة إماراتية تفوز بالجائزة منذ افتتاح المؤسسة عام 1994.

## أعمالها الشعرية
- كتبت الأشعار (العنوان الأصلي: I Wrote Poems)
- لكمة قوية (العنوان الأصلي: A good punch)
- أرقام (العنوان الأصلي: Numbers)
- 2 مساءا (العنوان الأصلي: 2 a.m)
- رسالة مفتوحة لمرض السرطان (العنوان الأصلي: An Open Letter to Caner)
- رسالة حب (العنوان الأصلي: A Love Letter)
- عزيزتي أنا (العنوان الأصلي: Cheri Moi)

## الجوائز
- حصلت على جائزة الإنجاز الخاص لجوائز المرأة العربية لعام 2018.

- جائزة الإبداع من مجموعة أبوظبي للثقافة والفنون لعام 2017 وهي أول شاعرة تفوز بهذه الجائزة منذ افتتاح المؤسسة عام 1996.
- حازت على لقب «صاحبة أفضل أداء» في فعالية «إيقاعات على السطح» لمركز الفنون بجامعة نيويورك أبوظبي لعام 2015-2016.